# اهواس
اهواس (به اسپانیایی: Ahuas) یک منطقهٔ مسکونی در هندوراس است که در Gracias a Dios واقع شده‌است.

## خصوصیات
اهواس ۱٬۸۰۰٫۶۳ کیلومترمربع مساحت و ۶٬۰۳۸ نفر جمعیت دارد.